# Dolores López Aranguren
Dolores Jacoba López Aranguren (Carhué, 28 de diciembre de 1905 - La Plata, 27 de marzo de 1985) fue una educadora, escritora, gremialista y paleontóloga argentina.

## Biografía
En 1924 se recibió como profesora de enseñanza secundaria, normal y especial en pedagogía y ciencias afines. Obtuvo los doctorados en Filosofía, Ciencias Naturales (especialidad zoología) y Ciencias de la Educación por la Universidad Nacional de La Plata. En 1927 se doctoró en Ciencias Naturales bajo la dirección de Ángel Cabrera con la tesis Camélidos fósiles argentinos, publicada en 1930 en los Anales de la Sociedad Científica Argentina.
Fue parte de la fundación y primera comisión directiva de la Asociación de Trabajadores de la Universidad Nacional de La Plata (ATULP) el 14 de junio de 1932.

## Libros publicados
- "Flechas de Cristal" (1932) Poesía, editorial Jorge Blanco.
- "Lumbre y Sueño" (1948) Poemas en prosa.
- "Mediodía" (1948) Poesía.
- "La señal del Ángel" (1949)
- "Ala y tiempo" (1951) Ensayos.
- "Hicimos fuego en la noche". (1956) con Jorge Raúl Garbarino y Hector M. Rivera.
- "Contigo vá mi voz" (1959) Poesía, edición Municipalidad de La Plata.
- "Rosa y laurel en tierras de América"
- "La paloma, el fuego y el ángel"
- "Morada de la pena"
- "Meridiano de La Plata" (1963) Ensayos, edición Municipalidad de La Plata.

## Premios y reconocimientos
La diagonal 106 de la ciudad de La Plata lleva su nombre por la ordenanza 6170 del 19 de marzo de 1986.